# أشلي بالمر (لاعب كرة قدم أمريكية)
أشلي بالمر (بالإنجليزية: Ashlee Palmer)‏ هو لاعب كرة قدم أمريكية أمريكي، ولد في 7 أبريل 1986 في كومبتون في الولايات المتحدة.

## وصلات خارجية
- أشلي بالمر على موقع مرجع كرة القدم المحترفة.كوم (الإنجليزية)